# Andre Smith (basket-ball)
Pour les articles homonymes, voir Andre Smith.
Andre Smith, né le 21 février 1985, à Saint Paul, au Minnesota, est un ancien joueur américain de basket-ball. Il évolue au poste d'ailier fort.

## Palmarès
- Coupe de Russie 2013
- EuroChallenge 2013
- Meilleur marqueur du championnat d'Italie 2012